# Rinko Kikuchi
Rinko Kikuchi (菊地 凛子), född 6 januari 1981 i Hadano, Japan, är en japansk skådespelare. 
Kikuchi blev känd för den internationella publiken som den döva skolflickan Cheiko i filmen Babel (2006). Rollen resulterade både i en Golden Globe-nominering och Oscarsnominering för bästa kvinnliga biroll. Förutom en mängd japanska filmer har hon spelat i internationella filmer som The Brothers Bloom (2008) och Norwegian Wood (2010).
Sedan 2014 är hon gift med skådespelaren Shōta Sometani. År 2016 föddes deras första barn.

## Filmografi i urval
- 2004 – Survive Style 5+
- 2006 – Babel
- 2008 – The Brothers Bloom
- 2009 – Assault Girls
- 2009 – Map of the Sounds of Tokyo
- 2010 – Shanghai
- 2010 – Norwegian Wood
- 2011 – At River's Edge
- 2013 – Pacific Rim
- 2013 – 47 Ronin
- 2014 – Kumiko, the Treasure Hunter
- 2015 – Nobody Wants the Night
- 2018 – Pacific Rim: Uprising
- 2022 – Tokyo Vice (TV-serie)